# Gibraltars herrlandslag i fotboll
Gibraltars herrlandslag i fotboll representerar Gibraltar i fotboll för herrar. Laget kontrolleras av Gibraltar Football Association (GFA). Gibraltar blev år 2013 medlem i Uefa och 2016 i Fifa.

## Historik
Gibraltar ansökte om Uefa-medlemskap första gången 1999 och fick nej senast i januari 2007. Fallet har flera gånger tagits upp i Idrottens skiljedomstol som har fastslagit varje gång att Gibraltar måste tillåtas medlemskap. Den 1 oktober 2012 blev Gibraltar provisorisk Uefa-medlem.
Efter omröstning på Uefas kongress i London den 24 maj 2013 blev Gibraltar till slut accepterat som fullvärdig medlem i Uefa. Bara två länder, Spanien och Vitryssland, röstade emot. Den 29 mars 2015 gjorde Gibraltars herrlandslag sitt första mål i en tävlingsmatch i fotboll i en EM-kvalförlust mot Skottland. Även Fifa vägrade Gibraltar medlemskap, men ändrade sig efter en dom i idrottens skiljedomstol från 2 maj 2016. Sedan 13 maj 2016 är Gibraltar medlem i Fifa som medlem nummer 211. Därmed får landslaget i framtiden även kvalspela till VM-turneringarna. 
Den första segern i en tävlingsmatch bärgades den 13 oktober 2018 mot Armenien under Uefa Nations League 2018/2019.
Gibraltar har – trots det faktum att inte vara en ö – deltagit i Internationella öspelen sedan 1993 och även vunnit 2007.

## Kvalhistoria

### EM kvalet till Frankrike 2016
| Nr | Lag       | S  | V | O | F  | GM | IM | MS  | P  |
| -- | --------- | -- | - | - | -- | -- | -- | --- | -- |
| 1  | Tyskland  | 10 | 7 | 1 | 2  | 24 | 9  | +15 | 22 |
| 2  | Polen     | 10 | 6 | 3 | 1  | 33 | 10 | +23 | 21 |
| 3  | Irland    | 10 | 5 | 3 | 2  | 19 | 7  | +12 | 18 |
| 4  | Skottland | 10 | 4 | 3 | 3  | 22 | 12 | +10 | 15 |
| 5  | Georgien  | 10 | 3 | 0 | 7  | 10 | 16 | −6  | 9  |
| 6  | Gibraltar | 10 | 0 | 0 | 10 | 2  | 56 | −54 | 0  |

| Hemma \ Borta | Georgien | Gibraltar | Irland | Polen | Skottland | Tyskland |
| Georgien      | —        | 4–0       | 1–2    | 0–4   | 1–0       | 0–2      |
| Gibraltar     | 0–3      | —         | 0–4    | 0–7   | 0–6       | 0–7      |
| Irland        | 1–0      | 7–0       | —      | 1–1   | 1–1       | 1–0      |
| Polen         | 4–0      | 8–1       | 2–1    | —     | 2–2       | 2–0      |
| Skottland     | 1–0      | 6–1       | 1–0    | 2–2   | —         | 2–3      |
| Tyskland      | 2–1      | 4–0       | 1–1    | 3–1   | 2–1       | —        |

10 raka förluster. Man fick dock in 2 mål. Via Lee Cascario mot Skottland, Jake Gosling mot Polen.

### VM kvalet till Ryssland 2018
| Nr | UEFA – H ( )            | S  | V | O | F  | GM | IM | MS  | P  |
| -- | ----------------------- | -- | - | - | -- | -- | -- | --- | -- |
| 1  | Belgien                 | 10 | 9 | 1 | 0  | 43 | 6  | +37 | 28 |
| 2  | Grekland                | 10 | 5 | 4 | 1  | 17 | 6  | +11 | 19 |
| 3  | Bosnien och Hercegovina | 10 | 5 | 2 | 3  | 24 | 13 | +11 | 17 |
| 4  | Estland                 | 10 | 3 | 2 | 5  | 13 | 19 | −6  | 11 |
| 5  | Cypern                  | 10 | 3 | 1 | 6  | 9  | 18 | −9  | 10 |
| 6  | Gibraltar               | 10 | 0 | 0 | 10 | 3  | 47 | −44 | 0  |

Gibraltar spelade sitt första VM kval i grupp H. Det blev svåra motstånd och man kom, likt EM kvalet 2016, sist i gruppen utan poäng. Gibraltar var dock nära att få ett poäng mot Cypern hemma i matchdag 6. Cypern hade 1–0 i 10:e matchminuten då Gibraltiske spelaren Roy Chipolina gjorde självmål i 10:e matchminuten. Gibraltar lyckades kvittera i 30:e matchminuten. Det såg ut som att Gibraltar skulle ta en pinne mot Cypern. Men detta blev inte fallet då Cypern, via Pieros Sotiriou gjorde mål i 87:e matchminuten och Cypern vann med 2–1. Gibraltar lyckades få in tre mål i hela kvalet. Bland annat mot Grekland där Gibraltars mål tog landet till kvittering innan Grekland lyckades göra ytterligare tre mål i första halvlek. Det blev även mål borta mot Cypern.

### Uefa Nations League 2018/2019 & EM kvalet 2020

#### Nations League
Under Uefa Nations League 2018/2019 tog Gibraltar två segrar totalt. Den första kom mot Armenien borta den 13 oktober 2018 då försvararen Joseph Chipolina gjorde mål i femtionde minuten med en straff. Armenien lyckades inte besegra Gibraltar och matchen blev Gibraltars första vinst i en Uefa-tävlingsmatch. Detta följdes upp av vinst på hemmaplan mot Liechtenstein med resultatet 2–1 till Gibraltar.
| Nr | Lag           | S | V | O | F | GM | IM | MS  | P  |
| -- | ------------- | - | - | - | - | -- | -- | --- | -- |
| 1  | Makedonien    | 6 | 5 | 0 | 1 | 14 | 5  | +9  | 15 |
| 2  | Armenien      | 6 | 3 | 1 | 2 | 14 | 8  | +6  | 10 |
| 3  | Gibraltar     | 6 | 2 | 0 | 4 | 5  | 15 | −10 | 6  |
| 4  | Liechtenstein | 6 | 1 | 1 | 4 | 7  | 12 | −5  | 4  |

| Hemma \ Borta |     |     |     |     |
| Armenien      | —   | 0–1 | 2–1 | 4–0 |
| Gibraltar     | 2–6 | —   | 2–1 | 0–2 |
| Liechtenstein | 2–2 | 2–0 | —   | 0–2 |
| Makedonien    | 2–0 | 4–0 | 4–1 | —   |

#### EM-kval
I Kvalet till EM 2020 hamnade man i sällskap med Schweiz, Danmark, Irland och Georgien. Gibraltar fick inte fram några poäng i kvalspelet. Man åstadkom två mål i en hemmamatch mot Georgien som man förlorade med resultatet 2–3 till Georgien.
| Nr | Lag       | S | V | O | F | GM | IM | MS  | P  |
| -- | --------- | - | - | - | - | -- | -- | --- | -- |
| 1  | Schweiz   | 8 | 5 | 2 | 1 | 19 | 6  | +13 | 17 |
| 2  | Danmark   | 8 | 4 | 4 | 0 | 23 | 6  | +17 | 16 |
| 3  | Irland    | 8 | 3 | 4 | 1 | 7  | 5  | +2  | 13 |
| 4  | Georgien  | 8 | 2 | 2 | 4 | 7  | 11 | −4  | 8  |
| 5  | Gibraltar | 8 | 0 | 0 | 8 | 3  | 31 | −28 | 0  |

| Hemma \ Borta |     |     |     |     |     |
| Danmark       | —   | 5–1 | 6–0 | 1–1 | 1–0 |
| Georgien      | 0–0 | —   | 3–0 | 0–0 | 0–2 |
| Gibraltar     | 0–6 | 2–3 | —   | 0–1 | 1–6 |
| Irland        | 1–1 | 1–0 | 2–0 | —   | 1–1 |
| Schweiz       | 3–3 | 1–0 | 4–0 | 2–0 | —   |

## Målskyttar i landslaget
Listan omfattar mål i officiella landskamper. Spelare i fet stil spelar fortfarande i landslaget. Källa: 
Senast uppdaterad 16 juli 2024.
| Nr | Namn              | Landslagskarriär | Mål |
| -- | ----------------- | ---------------- | --- |
| 1  | Liam Walker       | 2013–            | 5   |
| 1  | Roy Chipolina     | 2013–            | 5   |
| 2  | Lee Casciaro      | 2014–            | 3   |
| 2  | Tjay De Barr      | 2018–            | 3   |
| 2  | Reece Styche      | 2014–            | 3   |
| 3  | Joseph Chipolina  | 2013–            | 2   |
| 3  | Jake Gosling      | 2014–2018        | 2   |
| 4  | Louie Annesley    | 2018–            | 1   |
| 4  | George Cabrera    | 2014–2018        | 1   |
| 4  | Kyle Casciaro     | 2013–2020        | 1   |
| 4  | Anthony Hernandez | 2014–            | 1   |
| 4  | Adam Priestley    | 2013–2020        | 1   |
| 4  | Graeme Torrilla   | 2020–            | 1   |